# Werner Rathmayer
Werner Rathmayer (* 7. März 1937 in Lindau; † 22. Januar 2003 in Konstanz) war ein deutscher Biologe und Hochschullehrer.

## Leben und Werk
Rathmayer studierte Biologie, Chemie und Geologie an der Universität München. Er wurde 1962 bei Martin Lindauer am Zoologischen Institut der Uni München mit der Arbeit Das Paralysierungsproblem beim Bienenwolf, Philanthus Triangulum F. (Hym. Sphec.) promoviert. Nach einem DFG-geförderten Forschungsaufenthalt bei Ernst Florey an der University of Washington in Seattle war er von 1964 bis 1968 wissenschaftlicher Assistent bei Lindauer, der inzwischen an der Johann Wolfgang Goethe-Universität Frankfurt am Main tätig war. 1967 habilitierte er sich dort mit der Schrift Die Kontrolle der Beinbewegungen bei der Vogelspinne. 
Kurz nach seiner Habilitation im Jahr 1968 erhielt er einen Lehrstuhl für Zoologie und Neurobiologie an der Universität Konstanz, den er bis zu seinem plötzlichen Tod 2003 innehatte.

## Wirken
Sein Forschungsschwerpunkt waren vor allem neuromuskulären Mechanismen bei Gliederfüßern. In seiner Dissertation zu dem Thema „Das Paralysierungsproblem beim Bienenwolf Philanthus.“ beschäftigte er sich mit der lähmenden Wirkung des Wespengifts auf die Biene. In Folge untersuchte er die Mechanismen von Nerv-Muskel-Interaktionen und benutzte hierzu komplexe elektrophysiologische und biochemische Methoden. Er führte Experimente zum Effekt neuromodulatorischer Substanzen und tierischer Toxine auf die neuromuskuläre Übertragung durch. Im Rahmen seiner Habilitation beschäftigte er sich mit der neuromuskulären Kontrolle und Propriozeptoren der Beine der Wolfsspinnen. Weitere Forschungsgebiete waren das Kreislaufsystem von Krebstieren (Hämolymphe) sowie die Ornithologie.
Werner Rathmayer war seit 1995 Mitglied der Deutschen Akademie der Naturforscher Leopoldina. Seit 1989 war er Herausgeber der Zeitschrift „Fortschritte der Zoologie“.
In Andenken an Rathmayer, der 1989/1990 Präsident der Deutschen Zoologischen Gesellschaft und langjähriger Juror bei Jugend forscht war, wird seit 2004 jährlich der Werner Rathmayer Preis für originelle Arbeiten aus der Zoologie vergeben.